# Clifford Geertz
Clifford James Geertz (San Francisco, 23 de agosto de 1926-30 de octubre de 2006) fue un antropólogo estadounidense, profesor del Institute for Advanced Study, de la Universidad de Princeton, Nueva Jersey.

## Vida
Sirvió en la Marina de los Estados Unidos durante la Segunda Guerra Mundial (1943-45), Geertz obtuvo su licenciatura en filosofía en el Antioch College en 1950. En 1952, comenzó sus estudios en el Instituto Tecnológico de Massachusetts. Seis años después (1956) obtuvo su doctorado de antropología en la Universidad de Harvard. En 1958 fue becario en el Centro para el estudio avanzado en ciencias del comportamiento de la Universidad de Stanford. En 1960, pasó a ser profesor asociado a la Universidad de Chicago hasta 1970; posteriormente se convirtió en profesor de ciencias sociales del Institute for Advanced Study en Princeton en New York de 1970-2000, donde también fue nombrado profesor emérito. Además, Clifford Geertz también fue miembro de la Academia Estadounidense de las Artes y las Ciencias de la Sociedad Filosófica Estadounidense y de la  Academia Nacional de Ciencias de Estados Unidos, donde fue emérito hasta su muerte, el 30 de octubre de 2006. Recibió un doctorado honorífico del Bates College en 1980.
Su trabajo de antropología simbólica se elaboró en diferentes escenarios geográficos como Bali, Marruecos, Sumatra, Java etc.. Por el alcance de sus obras y estudios, Clifford Geertz es considerado como uno de los teóricos contemporáneos más influyentes de Estados Unidos. Muchas de sus obras han sido traducidas al español y al portugués.

## Pensamiento y obra
En la Universidad de Chicago, Geertz se convirtió en el "campeón de la antropología simbólica", que pone particular atención al papel del imaginario (o 'símbolos') en la sociedad. Los símbolos son el marco de la actuación social. La cultura, según la define Geertz en su famoso libro La interpretación de las culturas (1973), es un "sistema de concepciones expresadas en formas simbólicas por medio de las cuales la gente se comunica, perpetúa y desarrolla su conocimiento sobre las actitudes hacia la vida." La función de la cultura es dotar de sentido al mundo y hacerlo comprensible. El papel de los antropólogos, por tanto, es intentar (pues la comprensión total de los hechos sociales no es posible) interpretar los símbolos clave de cada cultura (a esto se llama descripción densa).
Geertz sostenía que para estudiar la cultura desde un punto de vista antropológico es imposible aplicar una ley o una teoría determinada. La única manera de estudiar las conductas humanas dentro del contexto cultural al cual pertenecen es a través de la experiencia y de la observación del investigador. De esta manera, las manifestaciones de cada cultura, según Geertz, deben ser estudiadas de la misma manera que la arqueología estudia el suelo, “capa por capa”, desde la más externa, es decir desde aquella en donde los símbolos culturales se manifiestan de manera más clara, hasta la capa más profunda, donde se encuentra la matriz de estos símbolos a los cuales hay que identificarles el significado, dejando de lado los aspectos ontológicos del mismo.
Geertz condujo numerosas investigaciones etnográficas en el Sudeste asiático y África del Norte. Además ha realizado importantes aportes a la teoría social y cultural, y continúa como una voz importante en el giro del interés antropológico hacia los marcos simbólicos en los que los pueblos viven sus propias vidas. Ha trabajado sobre religión, especialmente sobre el Islam, sobre los bazares comerciales tradicionales, ha indagado en el desarrollo económico y en la estructura política; así como en la vida aldeana y familiar. Hasta su muerte estuvo trabajando de manera general en la cuestión de la diversidad étnica y sus implicaciones en el mundo moderno.
La comprensión de la obra de Clifford Geertz es especialmente relevante pues sus teorías alrededor de los símbolos y la cultura han recibido una buena acogida especial en diversos campos dentro de las ciencias sociales. En sus libros, normalmente critica la falta de atención por parte de los estudiosos de las ciencias sociales al rol de los símbolos en una sociedad tan compleja, por su interconectividad, como la de hoy en día.
Geertz propone una serie de innovaciones al método etnográfico: con base en una definición semiótica de la cultura, a la que entiende como trama de signos que el hombre mismo ha creado, propone un análisis que no busca normas o pautas sino una que interroga significaciones. La clave de su método es la denominada descripción densa, el esclarecimiento de "una jerarquía estratificada de estructuras significativas" que permiten dar cuenta de lo que pretenden los actores en medio de determinadas circunstancias o contextos sociales (Geertz, 1973/2000, p. 13).
Este método difiere de otros acercamientos tradicionales al tema sustituyendo el aproximamiento distante y alienado del antropólogo por una experiencia más directa, *sensorial* y humana; participar de la experiencia conjunto al grupo de estudio. Busca que el investigador se ponga en los zapatos del estudiado, que perciba la cultura como aquellos que la conforman y la entienda “capa por capa”. Esta perspectiva reformula radicalmente el concepto establecido de lo que es la cultura, le da la misma la función de permitir a la gente comprender e interpretar sus vidas.
La interpretación de las culturas fue publicado originalmente en inglés en Nueva York en 1973, y es una obra que cuenta con la recopilación de varios ensayos. En el libro, Geertz dice que el concepto de cultura que quiere inculcar es un concepto semiótico. Considera también que el análisis de la cultura no es ciencia experimental en busca de leyes o rasgos repetitivos, sino que la cultura es una ciencia interpretativa en busca de significados. Menciona también que, si se desea entender una ciencia, se debe poner especial atención a los que la practican, es decir, practicar la etnografía; cuyo objetivo es fijar relaciones, redactar y comprender textos, reconocer genealogías, etc., con el fin de entender mejor una cultura o pueblo.

## Premios
Clifford Geertz ganó un *Premio del Círculo de Críticos Nacional del Libro* por su libro Work and Lives: The Anthropologists as Author (El Antropólogo como Autor) (1989). El libro examinó cuatro disciplinas impuestas por Bronislaw Malinowski, Ruth Benedict, Levi- Strauss y Evans- Pritchard. Geertz define su pensamiento sobre los autores de la antropología y los antropólogos como tal. “Los antropólogos se dividen en los autores y los escritores: mientras que los segundos escriben dentro de las tradiciones literarias, los primeros los inventan.” 

## Investigación en Indonesia y Marruecos
También escribió sobre su trabajo en *Indonesia* y *Marruecos*. Escribió ensayos como “Juego Profundo: Notas Sobre la Riña de Gallos en Bali”, que se puede encontrar en su libro la “Interpretación de Culturas” donde analizó las relaciones y fricción en clases sociales que son construidas, enfatizadas y mantenidas por la sociedad impuesta. En este ensayo Geertz explica como un concepto del filósofo británico Jeremy Bentham (1748-1832), define el "juego profundo" como un juego con apuestas tan altas que ninguna persona racional se involucraría en él. Las cantidades de dinero y el estado involucrados en las breves peleas de gallos hacen que las peleas de gallos balineses sean un "juego profundo". Geertz se propone a resolver el problema, del porqué prevalece la actividad, en el ensayo.
A pesar de ser identificado por muchos como alguien con ideas parecidas a las de Lévi-Strauss, Geertz destaca por la distinción que hace claramente entre la cultura y construcción social, diferente a lo que piensan los funcionalistas como Strauss quien creía en rituales, instituciones y otros aspectos de la cultura no relacionados con la estructura social. Geertz defendía la idea que un *sistema de significados* es compuesto de *símbolos* que proveen a personas con la realidad para animar su comportamiento. Según Geertz esta idea llena el espacio entre lo que conocemos ser normal biológicamente y lo que necesitamos para funcionar en un mundo complejo e interdependiente.

## Algunas publicaciones
- The Religion of Java (1960)

- Pedlars and Princes (1963)

- Agricultural Involution: the process of ecological change in Indonesia (1964)

- "Religion as a Cultural System". En Anthropological Approaches to the Study of Religion. Ed. Michael Banton. p. 1–46. ASA Monographs, 3. Londres: Tavistock Publications. (1966)

- Islam Observed, Religious Development in Morocco and Indonesia (1968)

- The Interpretation of Cultures (1973)

- Negara: The Theater State in Nineteenth Century Bali (1980)

- Local Knowledge. Further Essay in Interpretative Anthropology (1983)

- Works and Lives: The Anthropologist as Author (1988)

- Available Light: Anthropological Reflections on Philosophical Topics, Princeton University Press 2000 paperback: ISBN 0-691-08956-6

- "An inconstant profession: The anthropological life in interesting times" (2002) Annual Review of Anthropology 31: 1–19 Visible en hypergeertz.jku.at

- Life Among the Anthros and Other Essays editó Fred Inglis, Princeton University Press; 272 p. (2010)

### Ediciones en español
- Ver el listado completo de publicaciones españolas
- Algunos libros:
- Reflexiones antropológicas sobre temas filosóficos. Paidós Ibérica. 2002. ISBN 978-84-493-1174-1.

- Negara: el Estado-teatro en el Bali del siglo XIX. Paidós Ibérica. 1999. ISBN 978-84-493-0806-2.

- con Clifford, James (1998). El surgimiento de la antropología posmoderna. Gedisa. ISBN 978-84-7432-447-1.

- El antropólogo como autor. Paidós Ibérica. 1997. ISBN 978-84-7509-524-0.

- Tras los hechos: dos países, cuatro décadas y un antropólogo. Paidós Ibérica. 1996. ISBN 978-84-493-0250-3.

- Los usos de la diversidad. Paidós Ibérica. 1996. ISBN 978-84-493-0233-6.

- Conocimiento local: ensayos sobre la interpretación de las culturas. Paidós Ibérica. 1994. ISBN 978-84-493-0026-4.

- Observando el Islam. Paidós Ibérica. 1994. ISBN 978-84-7509-978-1.

- Interpretación de las culturas. Gedisa. 1988. ISBN 978-84-7432-333-7.

Lista cronológica de las Obras de Clifford Geertz
- 1957 Cambio Ritual y Social: Un ejemplo Javanés. American Anthropologist 59. (páginas 32-54).
- 1959 Forma y Variación en la Estructura Poblacional en Bali. American Anthropologist 61. (páginas 991 - 1012).
- 1959 El Pueblo Javanés.Lealtades Locales, Étnicas y Nacionales en Indonesia Rural. (páginas 34 - 41) .
- 1960 Religión de Java. Glencoe: Free Press.
- 1961 La Asociación del Crédito Rotatorio: Un “Peldaño Medio” en el Desarrollo. Desarrollo Económico y Cambio Cultural 10. (páginas 241 - 263).
- 1962 Estudios en la Vida Campesina: Comunidad y Sociedad. Revista Bienal de Antropología 1961. (páginas 713 - 740).
- 1962 El Crecimiento de la Cultura y la Evolución de la Mente. Teorías de la Mente. (páginas 713 - 740).
- 1963 Involución Agrícola: Los Procesos del Cambio Ecológico en Indonesia: University of California Press.
- 1963 Vendedores Ambulantes y Príncipes: Cambio Social y Modernización Económica en Dos Pueblos de Indonesia: University of Chicago Press.
- 1963 La Revolución Integradora: Sentimientos Primordiales y Políticas Civiles en los Nuevos Estados. Old Societies and New States. (páginas 105 - 157).
- 1964 Ideología como un Sistema Cultural. Ideology and Discontent. (páginas 47 - 76).
- 1965 Historia Social de un Pueblo Indonesio: MIT Press.
- 1965 Modernización en una Sociedad Musulmana. Man, State and Society in Contemporary Southeast Asia Program, Cultural Report Series (páginas 201 - 211).
- 1966 Persona, Tiempo y Conducta en Bali: Un Ensayo Analítico de la Cultura: New Haven, Yale University.
- 1966 La Religión Como Sistema Cultural. Anthropological Approaches to the Study of Religion. (páginas 1 - 46). Londres, Tavistock Publications.
- 1966 El Impacto del Concepto de Cultura en el Concepto de Hombre. New Views of the Nature of Man. (páginas 93 -118). Chicago, University of Chicago Press.
- 1967 Pasado Político, “Preset” Político: Algunas Notas en la Contribución de la Antropología en el Estudio de Nuevos Estados. European Journal of Sociology 8. (páginas 25 - 32).___
- 1967 El Salvaje Cerebral: Sobre la Obra de Claude Lévi-Strauss. Encounter 48. (páginas  25 - 32).
- 1967 Tihingan: Un Pueblo Balinés. Villages in Indonesia. (páginas 210 - 243). Londres, Cornell University Press.
- 1967 Bajo la Red del Mosquito. New York Review of Books.
- 1968 Islam Observado: Desarrollo Religioso en Marruecos e Indonesia. (página 136) Chicago, Chicago University Press.
- 1968 Pensar como Acto Moral: Dimensiones del Campo de Estudio Antropológico en los Nuevos Estados. Antioch Review 28. (páginas 139 - 156).
- 1972 Cambio Religioso y Orden Social en la Indonesia de Soeharto. Asia 27. (páginas 62 - 84).
- 1972 El Húmedo y el Seco: Irrigación Tradicional en Bali y Marruecos. Human Ecology 1. (páginas 34 - 39).
- 1972 Juego Profundo: Notas en la Pelea de Gallos Balinesa. Daedalus 101.
- 1973 La Interpretación de las Culturas: Ensayos Selectos. Nueva York, Basic Books.
- 1973 Descripción Densa: Hacia una Teoría Interpretativa de la Cultura. The Interpretation of Cultures: Selected Essays. (páginas 3 - 30). Nueva York, Basic Books.
- 1976 Desde el Punto de Vista del Nativo. Meaning in Anthropology. (páginas 221 - 237) Albuquerque, New Mexico University Press.
- 1977 Hallado en la Traducción: Estudio Histórico de la Imaginación Moral. Georgia Review 31. (páginas 788 -810).
- 1977 Curandería, Brujería y Magia en un Pueblo Javanés. Culture, Disease and Healing: Studies in Medical Anthropology. (páginas 146 - 153). Nueva York, Macmillan Publishing.
- 1979 (en conjunto con H. Geertz y L. Rosen)  Significado y Orden en la Sociedad Marroquí: Tres Ensayos de Análisis Cultural. (páginas 123 - 225). Cambridge, Cambridge University Press.
- 1980 Negara: El Estado Teatro de Bali del Siglo XIX. Princeton, Princeton University Press.
- 1983 Conocimiento Local: Más Ensayos sobre la Antropología Interpretativa. Nueva York, Basic Books.
- 1983 Centros, Reyes y Carisma : Reflexiones sobre el Poder Simbólico. Local Knowledge: Further Essays in Interpretative Anthropology. Nueva York, Basic Books.
- 1983 Nociones sobre el Pensamiento Primitivo: Diálogo con Clifford Geertz. States of Mind. (páginas 192 - 210) Nueva York, Pantheon.
- 1984 Anti-Anti-Relativismo. 1983 Distinguished Literature. American Anthropologist 82 (páginas 263 - 278).
- 1986 Los Usos de la Diversidad. Tanner Lectures on Human Values, Vol. 7. (páginas 251 - 275). Cambridge & Salt Lake, Cambridge University Press & University of Utah Press.
- 1988 Obras y Vidas: El Antropólogo como Autor. Stanford, Stanford University Press.
- 1989 Margaret Mead, 1901 - 1978. Biographical Memoirs 58. (páginas 329 - 341). Washington, National Academy of Science.
- 1990 Historia y Antropología. New Literary History 21. (páginas 321 - 335).
- 1991 El Año de Vivir Culturalmente. New Republic. (páginas 30 - 36).
- 1992 “Conocimiento Local” y sus Límites. Yale Journal of Criticism 5.(páginas 129 - 135).
- 1993 “Conflicto Étnico”: Tres Términos Alternativos. Common Knowledge 2. (páginas 54 - 56).
- 1994  Vida en el Eje. Revisión de Tsing, en el Reino de la Reina Diamante. New York Review of Books 41. (páginas 3 - 4).
- 1995 Después del Hecho:Dos Países, Cuatro Décadas, Un Antropólogo. Cambridge & Londres, Harvard University Press.
- 1995 Guerra Cultural. New York Review of Books 42. (páginas 4 - 6).
- 2000 Luz Disponible: Reflexiones Antropológicas sobre Temas Filosóficos. Princeton, Princeton University Press.
- 2010 Vida entre Antros y Otros Ensayos. Princeton, Princeton University Press. (12).